# Les Souhesmes-Rampont
Les Souhesmes-Rampont è un comune francese di 332 abitanti situato nel dipartimento della Mosa nella regione del Grand Est.

## Società

### Evoluzione demografica
Abitanti censiti